# Dopaminagonist
Dopaminagonisten sind Wirkstoffe, die ebenso wie Dopamin in der Lage sind, Dopamin-Rezeptoren (D-Rezeptoren) zu stimulieren. Sie können je nach Selektivität für verschiedene Subtypen der Dopaminrezeptoren vereinfacht in D1/5-Agonisten und in D2/3/4-Agonisten unterteilt werden.
Während selektive D1/5-Agonisten, wie z. B. Dihydrexidin und SKF 81297, keine therapeutische Bedeutung besitzen, spielen Agonisten mit einer Selektivität für die D2-Rezeptorfamilie, wie z. B. Piribedil, Pramipexol, Ropinirol und Rotigotin, eine bedeutende Rolle in der Therapie der Parkinson-Krankheit, der Amenorrhö, der Akromegalie, des Restless-Legs-Syndroms und der Hyperprolaktinämie. Auch die in der Therapie der Parkinson-Krankheit eingesetzten Mutterkornalkaloidderivate, wie z. B. Bromocriptin, Cabergolin, Dihydroergocryptin, Lisurid und Pergolid sind Agonisten an D2-Rezeptoren. Beim Morbus Parkinson wird in seltenen Fällen Apomorphin verwendet.

## Nebenwirkungen
Neben vegetativen Erscheinungen wie Übelkeit/Erbrechen oder orthostatischer Hypotension bis zur Synkope können auch psychische Effekte wie Halluzinationen oder Verwirrtheit auftreten.
Durch die Stimulierung des Belohnungssystems kann es bei etwa 15 % der Patienten zu Zwangsstörungen oder verminderter Impulskontrolle kommen. Dies äußert sich beispielsweise in Spielsucht (5 %), Kaufrausch (5,7 %), Essattacken (4,3 %), Internetsucht oder einem belastenden gesteigerten Sexualtrieb (3,5 %). Im Zuge der Hypersexualität kann sich auch das Sexualverhalten ändern bis hin zu Exhibitionismus, sexuellen Handlungen mit Kindern oder Änderungen der sexuellen Präferenz. Schon die Behandlung mit Dopamin erhöht die Prävalenz der Zwangsstörungen. Auffällig werden sie aber oft erst durch die Behandlung mit Dopaminagonisten.
Eine weitere Nebenwirkung ist das Auftreten von Tagesmüdigkeit bis hin zum Sekundenschlaf, der oft ohne Vorzeichen auftritt. Darüber sind die Patienten aufzuklären, eventuell muss ein Fahrverbot ausgesprochen werden.
Nach Absetzen des Medikaments verschwinden die Symptome fast immer. Allerdings wird das Absetzen der Therapie oft nicht toleriert, da einerseits dann die ursprünglichen Parkinsonsymptome zunehmen und es andererseits nach längerer Einnahme mit höheren Dosen zu Entzugssymptomen kommen kann wie bei einer Kokainsucht.
Für den Wirkstoff Pergolid wurde Hypersexualität bereits 1983 beschrieben. In einer Studie aus dem Jahre 2002 wurde Hypersexualität als eine „bekannte Komplikation bei der dopaminergen Behandlung von Parkinson-Kranken“ bezeichnet. In einem Arznei-Telegramm aus dem Jahre 2004 wurde darauf hingewiesen, dass in keiner Fachinformation eines Dopaminagonisten ein Hinweis auf diese Störwirkung enthalten ist.
Bei Requip ist eine Information zum Risiko der Hypersexualität seit 2006 am Beipackzettel enthalten. In einem langwierigen Prozess gegen GlaxoSmithKline in Frankreich klagte ein Familienvater, der das Medikament von 2003 bis 2005 eingenommen hatte, wegen des Auftretens der Nebenwirkungen wie Spielsucht im Internet, Verkauf von Spielsachen seiner Kinder und Diebstahl bei seinen Freunden, um diese zu finanzieren, Suche nach gleichgeschlechtlichen Sexualkontakten im Internet, Cross-Dressing, Vergewaltigung, Suizidversuche und ein durch das Ganze ausgelöstes Trauma. Im November 2012 bestätigte ein Berufungsgericht die Verurteilung von GlaxoSmithKline.